# 휴스 OH-6 카이유스
휴스 OH-6 카이유스(Hughes OH-6 Cayuse)는 휴스 헬리콥터사에서 제작한 정찰 헬리콥터이다.

## 파생형
YOH-6A
시제품 버전이다.
OH-6A
정찰용 헬리콥터로,263 kW(317 shp)의 앨리슨 T63-A5A 터보샤프트 엔진을 탑재했다.
OH-6A NOTAR
실험용 버전이다.
OH-6B
엔진이 교체된 버전으로,298 kW(420 shp)의 앨리슨 T63-A-720 터보샤프트 엔진을 탑재했다.
OH-6C
제안된 버전으로 313.32 kW(400 shp)의 앨리슨 25-C20 터보샤프트 엔진을 탑재하고,5개의 회전날개가 장착되어 있다.
OH-6J
일본 육상자위대를 위해 제작된 경정찰 헬리콥터이다. 가와사키 중공업에서 라이선스 생산했다. OH-4A 카이유세 모델에 기초한 모델이다.
OH-6D
일본 육상자위대를 위해 제작된 경정찰 헬리콥터이다. 일본의 가와사키 중공업이 라이센스 생산했다. 휴스의 500D 모델에 기초했다.
EH-6B
전자전 특공대를 위한 모델으로, 지휘용 버전이다..
MH-6B
특공대용 모델이다.
AH-6I
신형개발버전으로 헬파이어미사일을 사용할 수 있으며, 무인기로의 전환이 가능하다.
TH-6B
미해군의 파생형으로, 미해군에서 훈련용으로 쓰이고 있다.
MH-6C
특공대용 버전이다.

## 운용국
OH-6 카이유스를 운용한 국가, 운용 국가는 다음과 같다.
- 아르헨티나
- 브라질
- 바레인
- 볼리비아
- 칠레
- 콜롬비아
- 코스타리카
- 덴마크
- 도미니카 공화국
- 에콰도르
- 엘살바도르
- 핀란드
- 아이티
- 온두라스
- 인도네시아
- 이라크
- 이스라엘
- 이탈리아
- 일본 자위대
- 요르단
- 케냐
- 모리타니
- 멕시코
- 모로코
- 니카라과
- 조선민주주의인민공화국 조선인민군
- 필리핀
- 중화민국(타이완)
- 대한민국
- 스페인
- 미국

## 제원
일반 제원
- 승무원: 2명
- 순 기체 중량: 896 kg
- 최대이륙중량: 1,610 kg
- 엔진: 엘리슨 롤스로이스 250 모델(T63-A-5A) 1 또는 T63-A-700 1
- 프로펠러 종류: 터보샤프트
- 프로펠러 개수: 1
- 출력: 236 kW

성능
- 최고속력: 282 km/h
- 순항 속력: 250 km/h
- 전투 반경: 430km
- 분당 상승률: 10.5 m/s

무장
- 총: M60 2정 또는 M134 미니건 7.62 mm 기관총; 2정, 50구경(12.7 mm)
- 미사일: 4 TOW 미사일 ; 4 헬파이어 미사일
- 로켓: 14 70밀리미터 히드라 70 로켓
- 기타: 2대의 40 mm 척탄통

## 같이 보기
관련 기종
- MH-6 리틀버드
- MD 헬리콥터 MD 500
- MD 500 디펜더
- 보잉 AH-6

비슷한 항공기
- 페어차일드 힐러 YOH-5
- 벨 YOH-4
- OH-58 카이오와
- 벨 ARH-70
- 밀 Mi-34

목록
- 사용 중인 미국의 군용기 목록

## 참조
- Adcock, Al (1988). 《O-1 Bird Dog In Action - Aircraft No. 87》. Squadron Signal Publications number 87. ISBN 9780897472067.
- Cefaratt, Gil (2002). 《Lockheed: The People Behind the Story》. Turner Publishing Company. ISBN 9781563118470.
- Durant, Michael J.; Hartov, Steven; Durant, Michael (2007). 《The Night Stalkers》. Penguin Group. ISBN 9780399153921.
- Francillon, René J. (1998). 《McDonnell Douglas Aircraft Since 1920》. Naval Institute Press. ISBN 9780870214288.
- Holley, Charles; Sloniker, Mike (1997). 《Primer of the Helicopter War》. Nissi Publishing. ISBN 9780944372111.